# 미스 월드 1955
미스 월드 1955는 1955년 10월 20일 영국 런던에서 열린 다섯 번째 미스 월드 대회이다. 21명의 참가자가 왕관을 놓고 경쟁했다.

### 최종 결과
| 순위           | 참가자                                                     |
| -------------- | ---------------------------------------------------------- |
| 미스 월드 1955 | - 베네수엘라 – 수잔나 두임                                 |
| 2위            | - 미국 – 마가렛 앤 헤이우드                                |
| 3위            | - 그리스 – 율리아 쿠문두루                                 |
| 4위            | - 쿠바 – 질다 마린                                         |
| 5위            | - 스웨덴 – 아니타 오스트란드                               |
| 6위            | - 프랑스 – 지젤 티에리                                     |
| Top 8          | - 호주 – 비벌리 프로우스 - 오스트리아 – 펠리시타스 폰 괴벨 |